# 馮君安
馮君安，香港民主派人士，前新民主同盟黨員，前西貢區議會寶林選區區議員，他在仼期未完結時自行辭職。

## 參選2019年區議會選舉
2019年區議會選舉，新民主同盟決定自推馮君安參選寶林選區，時任區議員區能發則退休交棒予黨友譚竹君。選前區能發被揭發其議員辦事處涉及違法僭建，最終馮以約1,200票的差距拋離譚的得票，成功當選，令寶林選區20年來（1999年區能發退出民協）再次有泛民主派政黨執政。

## 議會問政

### 支持西貢區議會成立「反修例事件工作小組」
2020年，西貢區議員設立「反修例事件工作小組」，跟進警方在區內與反修例運動有關的行動，以及關注居民的情緒健康。鄉事派議員王水生反對在小組職權加入「五大訴求、缺一不可」，但最終在投票下通過。

## 退黨
2020年11月2日，於社交媒體Facebook宣布退出新民主同盟。

## 反對逃犯條例修訂草案運動參與
在2020年2月8日晚上，正值COVID-19在港散播之時，因為多個示威者反對把於將軍澳富寧路的普通科診所作處理COVID-19輕症之用，以及當日適逢科大學生周梓樂墮樓身亡三個月之時，多名網民前往將軍澳區內聚集。之後警方多番清場，包括向記者作出拘捕，期間一名在尚德採訪的城市大學《城市廣播》記者在尚明樓被因盜竊罪而被捕；另一名《癲狗日報》記者被警察多次喝止後被拘捕。而根據西貢區議員陳嘉琳指出， 60名被捕人士當中，有5人為區議員，包括：馮君安、王卓雅、陳煒烈、蔡明禧以及西貢區議會主席的鍾錦麟；當中馮和鍾是以涉嫌非法集結而被捕。

## 外部連結
- 馮君安Facebook專頁（页面存档备份，存于）

| 議會席位      | 議會席位                                | 議會席位    |
| ------------- | --------------------------------------- | ----------- |
| 前任： 區能發 | 西貢區議會寶琳選區 2020年－2021年7月9日 | 繼任： 懸空 |